# Kaukázusi méh
A kaukázusi méh a házi méh egy fajtája. A Kaukázusból és Grúziából származik, de elterjedt Kelet-Törökországban, Örményországban és Azerbajdzsánban is. Az 1880-as évek óta kísérleteznek vele Magyarországon.

## Megjelenése
- Közepes méretű, a krajnaiéhoz hasonló. Hossza 12–13 mm
- A hegyekben egyszínű, a völgyekben tarka, egy-két vörösessárga potrohgyűrűvel. A kereskedelemben inkább az egyszínűt kapni
- Szőre ólomszürke
- Szipókájának hossza 7,2 mm
- Kubitális indexe 1,3–2,1, középértéke: 1,5–1,7

## Viselkedése
- Szelíd
- Nem fut le a lépről
- Szapora, de csak nyár közepére népesedik fel
- A fiatal anyák sokszor együtt élnek egy darabig
- Jól telel
- Erős ragasztóhajlam, hajlamos mindent ragasztani, a kereteket és a fiókokat is lerögzíti. Ősszel egy kis nyílást kivéve a bejárót is beragasztja
- Úgy fedi a mézet, hogy a fedőlemez érintkezik a mézzel
- A tarka változat erősen rajzós
- Tájékozódása rossz, eltájol és rabol
- Érzékeny a nozémára